# Сьюзан Шоу
Эта статья — об английской актрисе XX века. Об английской актрисе и певице XXI века см. Шоу, Сюзанн; об американской учёной-экологе см. Шоу, Сьюзан (защитница природы).
Сью́зан Шо́у (англ. Susan Shaw; 29 августа 1929, Ламбет, Большой Лондон — 27 ноября 1978, Мидлсекс, Большой Лондон) — английская актриса кино и телевидения.

## Биография
Пэтси Слутс (настоящее имя актрисы) родилась 29 августа 1929 года в районе Уэст-Норвуд (боро Ламбет, Лондон, Англия). Мечтала стать дизайнером одежды, а пока работала машинисткой в министерстве информации. Однажды красивую фигуристую девушку заметил продюсер Сидни Бокс, который пригласил её на кинопробы в Rank Organisation; и она их блестяще прошла. Киностудия подписала с девушкой контракт и направила её для обучения в «Компанию молодости», известную как «Школа очарования».
С 1946 года Сьюзан Шоу (такой сценический псевдоним она себе выбрала) начала сниматься в массовке без указания в титрах, с 1947 года у неё начались более солидные роли. За свою карьеру длиной 17 лет (1946—1963) актриса появилась в 45 кинофильмах и телесериалах (один фильм был короткометражный, а в двух она не была указана в титрах).
В апреле 1951 года газета Daily Mail провела опрос среди своих читателей, и по его результатам поместила Шоу на 9-ю строчку в списке «Самые известные британские киноактрисы».
После смерти второго мужа в августе 1958 года Шоу начала злоупотреблять алкоголем. Положение несколько спас её третий брак, однако он продлился менее года: муж, телепродюсер Рональд Роусон, подал на развод, обвинив Шоу в регулярной продолжительной супружеской неверности с известным сценаристом Стэнли Манном. Алкоголизм Шоу прогрессировал, и она отдала своего сына Марка (род. 1955) на воспитание бабушке. С начала 1960-х годов Шоу жила в Сохо, практически разорившаяся, с минимальными предложениями о съёмках от продюсеров. Последний раз на экранах, как уже говорилось выше, она появилась в 1963 году.
Сьюзан Шоу скончалась 27 ноября 1978 года в Мидлсексе от цирроза печени, ей было 49 лет. Тело актрисы было кремировано в историческом крематории Голдерс-Грин. Актриса не оставила после себя никаких денежных средств, поэтому похороны были готовы оплатить её друзья, но их опередила Rank Organisation, взявшая на себя все расходы: «Когда мы услышали об обстоятельствах её смерти, мы почувствовали, что это самое меньшее, что мы можем сделать», сказал представитель этой киностудии.

«Она приходила сюда каждый день. Говорят, она умерла от цирроза печени и жила по соседству с проститутками в Сохо. Но это же Сохо. Мы все живём по соседству с проститутками. Мы любили её и не собирались видеть её похороненной в нищей могиле. Теперь мы отдадим деньги медицинским благотворительным организациям», — сказал на похоронах Чарли Стивенсон, владелец «Швейцарской таверны» на Олд-Комптон-стрит.
Современные кинокритики о Шоу высказываются так: «…угрюмое, колючее упорство, которое отличало её от многих современниц».

### Личная жизнь
Сьюзан Шоу была замужем трижды:
1. Альберт Ливен[англ.] (1906—1971), известный немецкий актёр кино и телевидения[10]. Брак был заключён в 1949 году, в 1953 году последовал развод. От брака осталась дочь.
2. Бонар Коллеано[англ.] (1924—1958), известный американо-британский киноактёр[11]. Брак был заключён в начале января 1954 года[12] и продолжался четыре с половиной года до трагической гибели мужа в ДТП[13][14]. От брака остался сын Марк (род. 1955), который также стал актёром кино и телевидения[15].
3. Рональд Роусон, малоизвестный телепродюсер. Брак был заключён 27 ноября 1959 года[16], 14 октября 1960 года последовал развод. Детей от брака не было.

## Избранная фильмография
- 1946 — Лондон-городок[англ.] / London Town — массовка (в титрах не указана)
- 1947 — Опрокинутый сосуд / The Upturned Glass — студентка
- 1947 — Лагерь отдыха[англ.] / Holiday Camp — Пэтси Кроуфорд
- 1947 — Джасси[англ.] / Jassy — Сесили (в титрах не указана)
- 1947 — В воскресенье всегда идёт дождь / It Always Rains on Sunday — Вай Сэндигейт
- 1948 — Сторож брату моему[англ.] / My Brother's Keeper — Берил
- 1948 — Лондон принадлежит мне[англ.] / London Belongs to Me — Дорис Джоссер
- 1948 — Общественная опасность[англ.] / To the Public Danger — Нэнси Бедфорд (к/м)
- 1948 — Квартет[англ.] / Quartet — Бетти Бейкер (в новелле «Воздушный змей»)
- 1948 — А вот и Хаггетты / Here Come the Huggetts — Сьюзан Хаггетт
- 1949 — Голосуйте за Хаггетта[англ.] / Vote for Huggett — Сьюзан Хаггетт
- 1949 — Хаггетты за границей[англ.] / The Huggetts Abroad — Сьюзан Хаггетт
- 1949 — Выходи за меня![англ.] / Marry Me! — Пэт Купер
- 1949 — Цепь событий[англ.] / Train of Events — Дорис Хардкасл (в новелле «Машинист»)
- 1950 — Порт[англ.] / Waterfront — Конни МакКейб
- 1950 — Та самая женщина / The Woman in Question — Кэтрин Тейлор
- 1951 — Бассейн в Лондоне / Pool of London — Пэт
- 1952 — Фарцовщик[англ.] / Wide Boy — Молли
- 1953 — Незваный гость[англ.] / The Intruder — Тина
- 1953 — История маленького городка[англ.] / Small Town Story — Патриша Лейн
- 1954 — Добро умирает в зародыше / The Good Die Young — Дорис
- 1956 — Огненные девы из далёкого космоса / Fire Maidens from Outer Space — Гестия
- 1958 — Дэви[англ.] / Davy — Гвен
- 1958 — Цепь событий[англ.] / Chain of Events — Джилл Мейсон
- 1959 — Так держать, медсестра[англ.] / Carry On Nurse — миссис Джейн Бишоп
- 1962 — Некуда укрыться[англ.] / No Hiding Place — Салли Джеймсон (в эпизоде Unfinished Business)